# Петруниха (приток Вишеры)
Петруниха — река в России, протекает в Красновишерском и Чердынском районах Пермского края. Устье реки находится в 111 км по правому берегу реки Вишера. Длина реки составляет 14 км. В 7 км от устья принимает слева реку Талая Петруниха, до её впадения также именуется Мёрзлая Петруниха.
Исток реки на холмах Полюдова Кряжа в 20 км к северо-западу от Красновишерска. Исток находится на границе Красновишерского и Чердынского районов, некоторое время после истока река течёт по границе районов, затем уходит на территорию Красновишерского. Петруниха течёт на юго-восток среди холмов, покрытых елово-берёзовой тайгой, огибая с севера гору Полюдов Камень. Впадает в Вишеру у деревни Петруниха выше Красновишерска.

## Данные водного реестра
По данным государственного водного реестра России относится к Камскому бассейновому округу, водохозяйственный участок реки — Кама от водомерного поста у села Бондюг до города Березники, речной подбассейн реки — бассейны притоков Камы до впадения Белой. Речной бассейн реки — Кама.
По данным геоинформационной системы водохозяйственного районирования территории РФ, подготовленной Федеральным агентством водных ресурсов:
- Код водного объекта в государственном водном реестре — 10010100212111100004877
- Код по гидрологической изученности (ГИ) — 111100487
- Код бассейна — 10.01.01.002
- Номер тома по ГИ — 11
- Выпуск по ГИ — 1